# Spormaggiore
Spormaggiore is een gemeente in de Italiaanse provincie Trente (regio Trentino-Zuid-Tirol) en telt 1233 inwoners (31-12-2004). De oppervlakte bedraagt 30,2 km², de bevolkingsdichtheid is 41 inwoners per km².

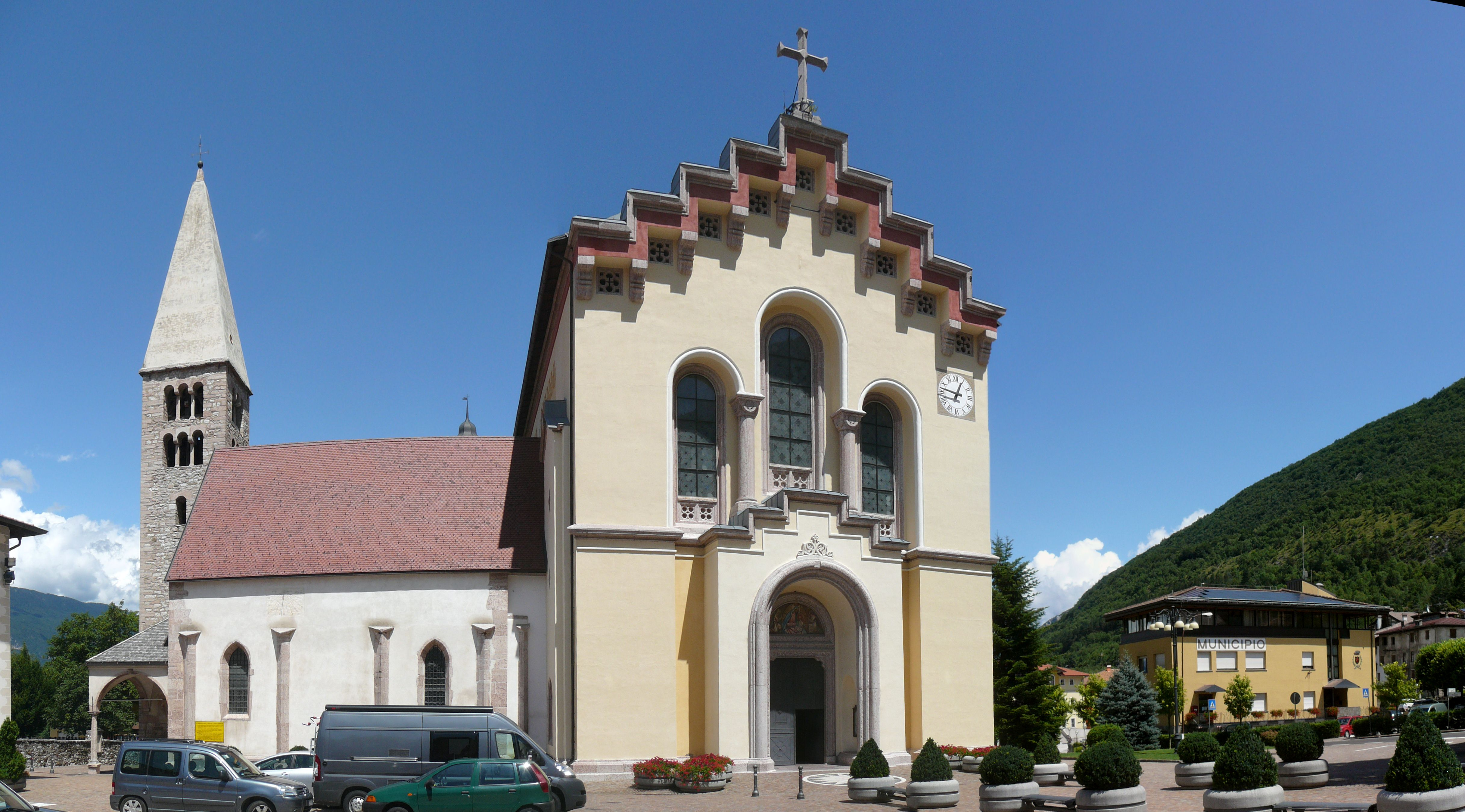
Parochiekerk van Spormaggiore
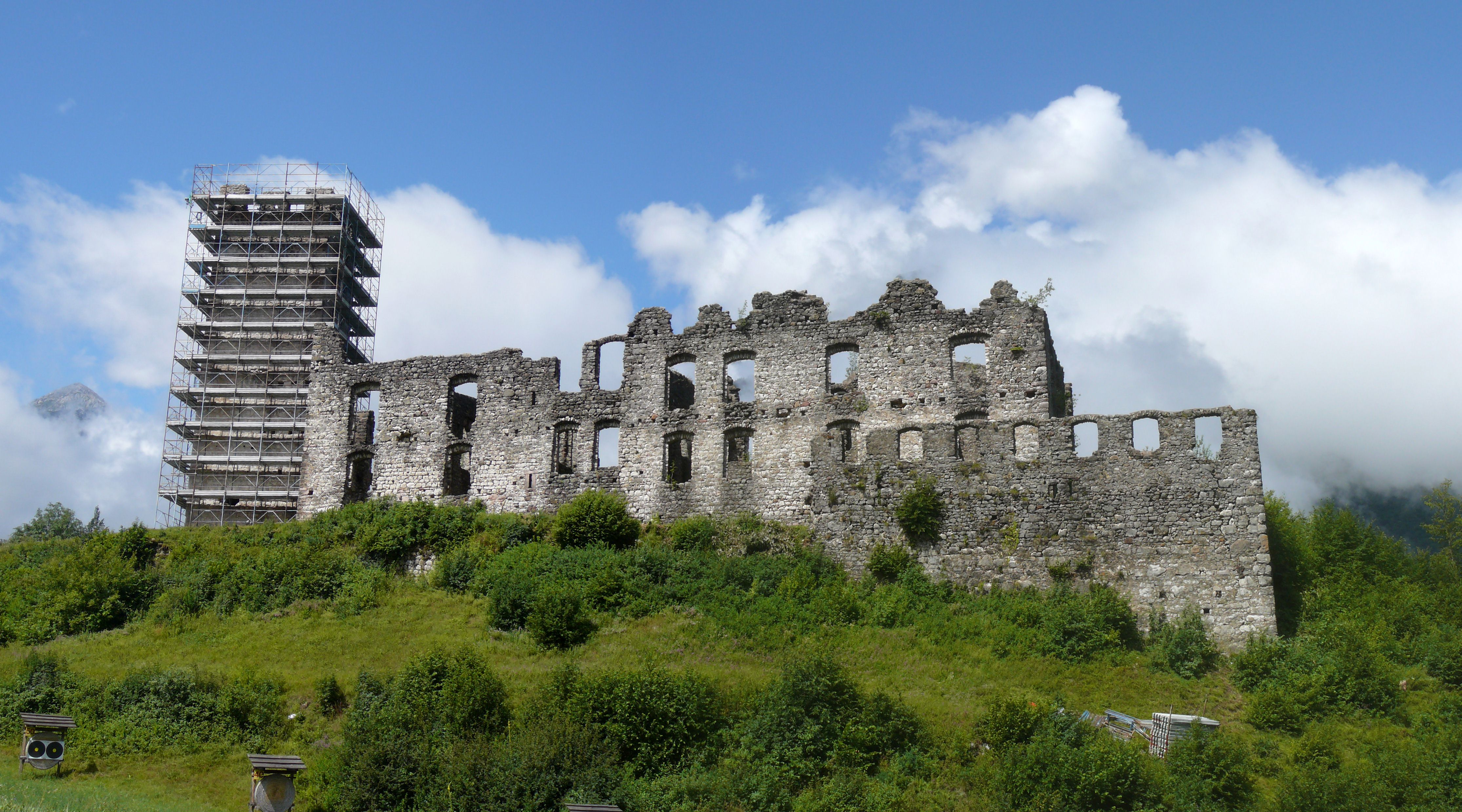
Kasteel Belfort

## Demografie
Spormaggiore telt ongeveer 465 huishoudens. Het aantal inwoners steeg in de periode 1991-2001 met 10,6% volgens cijfers uit de tienjaarlijkse volkstellingen van ISTAT.
| Jaar | Inwoneraantal |
| ---- | ------------- |
| 1991 | 1062          |
| 2001 | 1175          |

## Geografie
Spormaggiore grenst aan de volgende gemeenten: Tuenno, Ton, Campodenno, Sporminore, Mezzolombardo, Fai della Paganella, Cavedago, Molveno.